# Nyarubenga
Nyarubenga är ett vattendrag i Burundi.   Det ligger i provinsen Bujumbura Rural, i den västra delen av landet, 11 km söder om huvudstaden Bujumbura.
Omgivningarna runt Nyarubenga är en mosaik av jordbruksmark och naturlig växtlighet. Runt Nyarubenga är det tätbefolkat, med 397 invånare per kvadratkilometer.